# Stöckchenverletzung

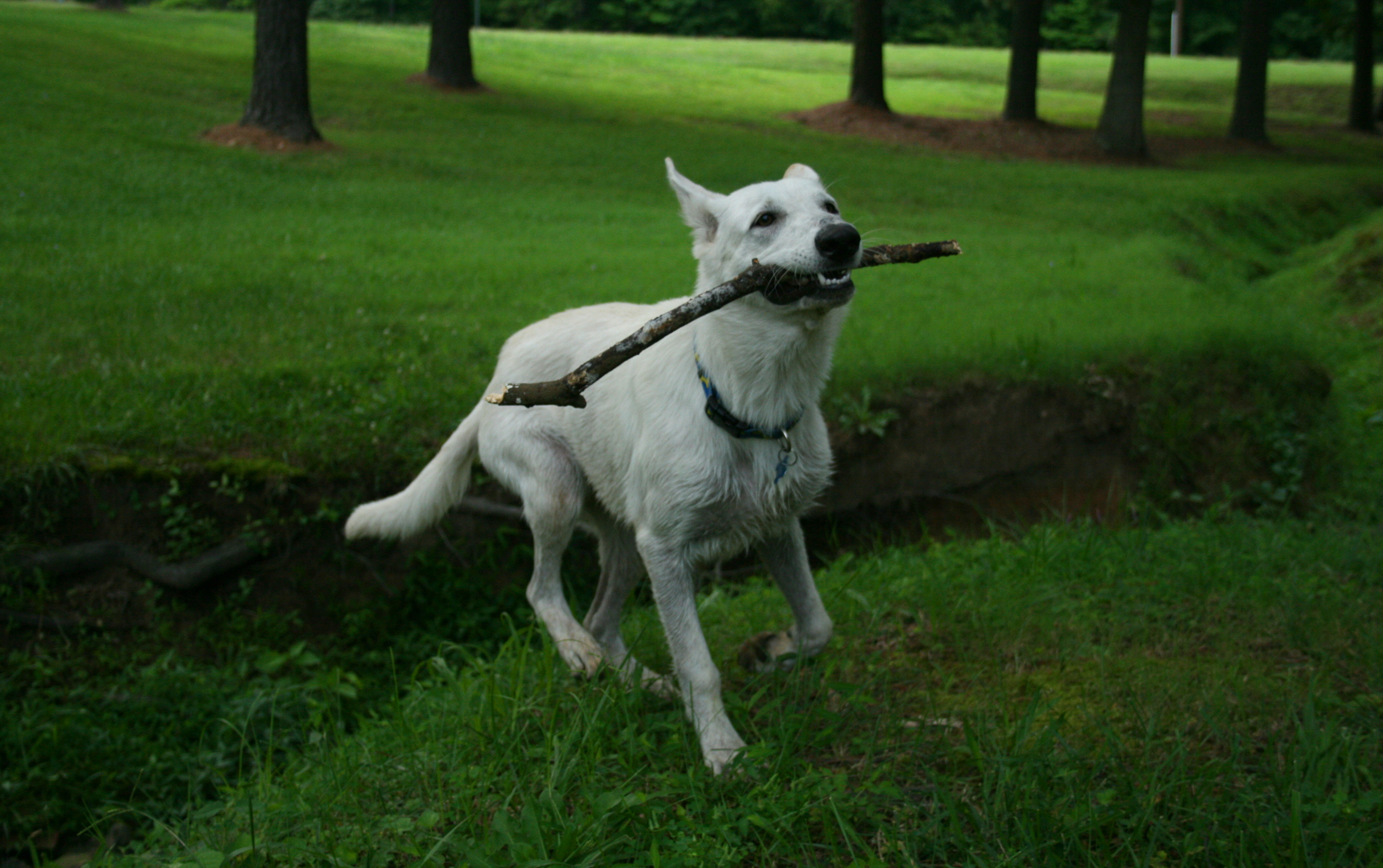
Das Apportieren von Ästen und Zweigen birgt die Gefahr einer Stöckchenverletzung.

Eine Stöckchenverletzung oder Stockverletzung ist eine vor allem bei Hunden auftretende häufige Verletzung der Rachenwand, des Mundhöhlenbodens oder der Zunge. Sie entsteht beim Apportieren von Ästen oder Stöcken im Maul. Wenn der Stock beim Laufen auf dem Boden aneckt, rammt er sich entweder mit seinem Ende oder beim Zerbrechen mit dem Bruchende in die Weichteile und führt zu einer Pfählungswunde. Das betroffene Tier kann Husten, Würgen, Schmerzen, blutiges Speicheln und Schwellungen zeigen.

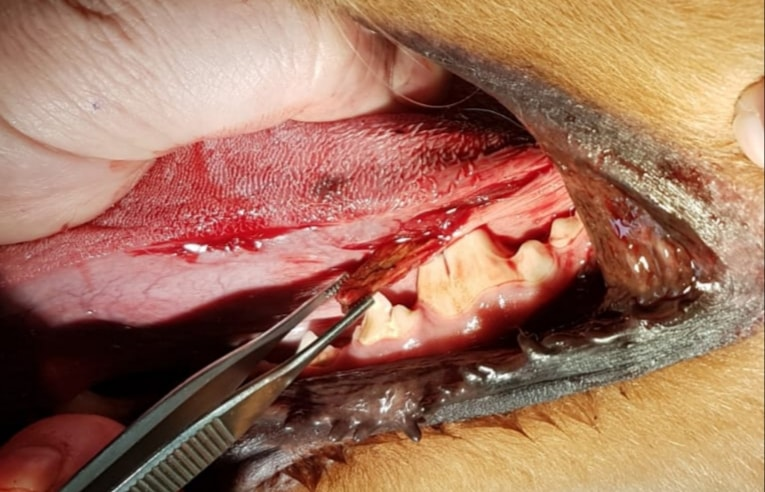
Stöckchenverletzung der Zunge

Die Behandlung erfolgt durch gründliche Wundtoilette, in der Regel in Narkose, wobei alle Stock- oder Rindenreste restlos entfernt werden. Anschließend wird die Wunde genäht, unter Umständen wird eine Drainage gelegt. Eine antibiotische Abdeckung ist sinnvoll. Komplikationen treten vor allem auf, wenn Holzteile in der Wunde verbleiben. Dann können Abszesse oder Fisteln mit Fieber, Abgeschlagenheit und Schluckstörungen auftreten. Dies kann auch noch Wochen nach der eigentlichen Verletzung passieren. Gelegentlich kann sich die Infektion entlang der Faszien im Hals bis in das Mediastinum ausbreiten und eine Mediastinitis (Entzündung des Mittelfells) oder Pleuritis (Rippenfellentzündung) auslösen. Bei Verletzungen des Kehlkopfs kann es auch zu hochgradiger Atemnot bis zum Ersticken kommen.